# Irwin Bellow, Baron Bellwin
Irwin Norman Bellow, Baron Bellwin JP DL (* 7. Februar 1923 in Leeds; † 11. Februar 2001) war ein britischer Politiker der Conservative Party, der sich ursprünglich in der Kommunalpolitik engagierte und zu den Vorsitzenden von Stadträten gehörte, die durch den Verkauf von Sozialwohnungen und -häusern an die bisherigen Mieter die Unterstützung ursprünglicher Wähler der Labour Party gewann und 1979 aufgrund des Life Peerages Act 1958 als Life Peer Mitglied des House of Lords wurde. Zu Beginn der 1980er Jahre war er als Staatsminister für Kommunalpolitik zuständig.

## Leben

### Wirtschaftsmanager und Kommunalpolitiker in Leeds
Bellow stammte aus einer jüdischen Familie und absolvierte nach dem Besuch der Grammar School in Leeds ein Studium der Rechtswissenschaften an der University of Leeds. Nach Abschluss des Studiums mit einem Bachelor of Laws (LL.B.) arbeitete er mehrere Jahre in der von seinem Vater gegründeten Nähmaschinenfabrik Bellow Sewing Machines, deren Vorstandsvorsitzender er in den 1960er Jahren wurde. Nachdem das Familienunternehmen 1969 durch das Unternehmen Staflex übernommen worden war, war er für dieses Unternehmen tätig und fungierte zwischen 1972 und 1978 als Vorstandsvorsitzender von Staflex.
Zu dieser Zeit begann Bellow auch sein kommunalpolitisches Engagement bei der Conservative Party. Er wurde 1969 Mitglied des Stadtrates von Leeds (Leeds City Council) und fungierte seit 1972 als Vorsitzender des Wohnungsausschusses des Stadtrates. 19569 wurde er weiterhin Friedensrichter (Justice of the Peace) von Leeds. Zu dieser Zeit engagierte sich Bellwin auch in einigen Sportverbänden und war in den 1970er Jahren nicht nur Mitglied des Nationalen Sportrates (National Sports Council), sondern auch zwischen 1972 und 1975 auch Präsident der England Basketball Association sowie zeitweilig Präsident des Moor Allerton Golf Club in Leeds.
Bellow war zwischen 1975 und 1979 Vorsitzender des Stadtrates von Leeds. Während dieser Zeit kam es zum Verkauf von mehr als 3000 Sozialwohnungen und -häuser an die bisherigen Mieter, wodurch sich den konservativen Tories neue Schichten von ursprünglichen Wählern der Labour Party erschlossen. Gleichzeitig erfolgte während seiner Amtszeit eine Reduzierung der 36.500 städtischen Mitarbeiter um 2500 Stellen bei gleichzeitiger Verbesserung der Dienstleistungsangebote. 1978 führte seine straffe Kontrolle der Kommunalausgaben dazu, dass die steuerliche Belastung der Einwohner die geringste Rate im landesweiten Vergleich mit anderen Agglomerationen war. Zugleich war er zwischen 1976 und 1979 auch Vorsitzender der Vereinigung der Großstadtverwaltungen (Association of Metropolitan Authorities).
Ferner wurde er 1975 auch stellvertretender Vorsitzender des Kommunalpolitischen Ausschusses der Conservative Party und spielte dadurch eine herausragende Rolle bei der Ausarbeitung des Kommunalpolitikprogramms seiner Partei für die Unterhauswahlen am 3. Mai 1979.

### Oberhausmitglied und Juniorminister
Durch ein Letters Patent vom 21. Mai 1979 wurde Bellow unmittelbar nach der Unterhauswahl aufgrund des Life Peerages Act 1958 als Life Peer mit dem Titel Baron Bellwin, of the City of Leeds, in den Adelsstand erhoben und gehörte damit dem House of Lords bis zu seinem Tod an. Seine offizielle Einführung in das Oberhaus erfolgte bereits am 23. Mai 1979 mit Unterstützung durch Richard Hill, 7. Baron Sandys und Janet Young, Baroness Young.
Bereits am 7. Mai 1979 wurde er Unterstaatssekretär im Umweltministerium und war dort als einer der engsten Mitarbeiter von Umweltminister (Secretary of State for Environment) Michael Heseltine für Kommunalpolitik zuständig. Während dieser bis zum 6. Januar 1983 dauernden Tätigkeit erarbeitete er für die Kommunen wichtige Gesetzentwürfe wie das Verkehrsgesetz (Transport Bill), die als Leuchtturm-Projekt der Regierung von Premierministerin Margaret Thatcher angesehene „Recht auf Kauf“-Gesetzgebung (Right-to-Buy-Legislation) sowie das umfangreiche Kommunalverwaltungs-, Planungs- und Landgesetz (Local Government, Planning and Land Bill). Die sich verschlechternden Beziehungen zwischen Regierung und Kommunalverwaltungen in den frühen 1980er Jahren brachten eine Reihe weiterer umfangreicher kommunalpolitischer Gesetzentwürfe vor, die 1984 im Gemeindesteuergesetz (Rates Bill) gipfelten, welches zu einer Steuerkürzung bei überschuldeten Kommunen führte, sowie das Paving Bill zur Abschaffung des Greater London Council (GLC) und der Metropolitan Counties, die als Hochburgen der Labour Party betrachtet wurden.
Nachdem Tom King im Rahmen einer Kabinettsumbildung am 6. Januar 1983 als Nachfolger von Michael Heseltine Umweltminister wurde, übernahm Bellwin als Kings Nachfolger die Funktion des Staatsministers für Kommunalpolitik im Umweltministerium. Diese Funktion bekleidete er auch in der zweiten Regierung Thatcher bis zum 11. Juni 1984 unter Patrick Jenkin, der wiederum am 11. Juni 1983 Kings Nachfolger als Umweltminister wurde.
Nach seinem Ausscheiden aus der Regierung wurde er Direktor des Bauunternehmens Taylor Woodrow, einem der größten Bauunternehmen Großbritanniens. Ferner wurde er 1985 Mitglied einer Kommission für die New Towns sowie Vizepräsident der Internationalen Vereinigung für Planstädte. Daneben war Baron Bellwin, der 1991 Deputy Lieutenant von West Yorkshire wurde, Mitglied zahlreicher Aufsichtsräte sowie zwischen 1993 und 1999 auch Vorsitzender des North Hull Housing Action Trust. Des Weiteren wurde er 1993 Direktor des Finanzdienstleistungsunternehmens Stewart Title UK und der Lewis Group sowie 1994 auch noch Direktor von Farr Brokers.